# شاستا (ایزد)
شاستا (انگلیسی: Shasta) (Śāstā) یکی از ایزدان هندو است که در جنوب هند پرستش می‌شود. او به عنوان محافظ کودکان، ازدواج و خانواده شناخته می‌شود و همچنین به عنوان خدای جنگ و پیروزی در نظر گرفته می‌شود. شاستا اغلب به صورت یک مرد جوان با چهار بازو تصویر می‌شود که سلاح‌ها و نمادهای مختلفی را در دست دارد. او معمولاً بر روی یک اسب سفید سوار است و همسرش پورنا و پوشکالا در کنار او هستند.
معابد شاستا در سراسر جنوب هند یافت می‌شوند و جشنواره‌های متعددی به افتخار او برگزار می‌شود. یکی از مهم‌ترین جشنواره‌ها، شاستا پراتیشتا است که در ماه نوامبر برگزار می‌شود.
در برخی از سنت‌ها، شاستا با آییاپان، یکی دیگر از خدایان مهم هندو که در جنوب هند پرستش می‌شود، مرتبط است. در این سنت‌ها، شاستا به عنوان یکی از مظاهر آییاپان در نظر گرفته می‌شود.

## نام‌های دیگر شاستا
- Hariharaputra (پسر هاریهارا، یعنی ویشنو و شیوا)
- Ayyappan (یکی از نام‌های آییاپان)
- Dharmasasta (خدای عدالت)

## نمادهای شاستا
- گرز (gada): نماد قدرت و توانایی او در محافظت از پیروانش
- شمشیر (khadga): نماد پیروزی او بر نیروهای شیطانی
- سپر (dhal): نماد محافظت او از پیروانش
- نیلوفر آبی (lotus): نماد خلوص و روشنگری